# Ogechika Heil
Ogechika Brian Heil (Kassel, 27 novembre 2000) è un calciatore tedesco, centrocampista del Greifswalder.

## Caratteristiche tecniche
È un esterno sinistro.

## Carriera
Prodotto del settore giovanile dell'Amburgo, debutta in prima squadra il 3 gennaio 2021 in occasione dell'incontro di 2. Bundesliga vinto 3-1 contro il Jahn Ratisbona. Al termine della stagione viene ceduto in prestito in Olanda al neopromosso Go Ahead Eagles.

## Statistiche
Statistiche aggiornate al 6 settembre 2021.
| Stagione        | Squadra         | Campionato      | Campionato | Campionato | Coppe nazionali | Coppe nazionali | Coppe nazionali | Coppe continentali | Coppe continentali | Coppe continentali | Altre coppe | Altre coppe | Altre coppe | Totale | Totale |
| Stagione        | Squadra         | Comp            | Pres       | Reti       | Comp            | Pres            | Reti            | Comp               | Pres               | Reti               | Comp        | Pres        | Reti        | Pres   | Reti   |
| --------------- | --------------- | --------------- | ---------- | ---------- | --------------- | --------------- | --------------- | ------------------ | ------------------ | ------------------ | ----------- | ----------- | ----------- | ------ | ------ |
| 2019-2020       | Amburgo II      | RL              | 15         | 3          |                 | -               | -               |                    | -                  | -                  |             | -           | -           | 15     | 3      |
| 2020-2021       | Amburgo II      | RL              | 9          | 1          |                 | -               | -               |                    | -                  | -                  |             | -           | -           | 9      | 1      |
| 2020-2021       | Amburgo         | 2L              | 6          | 0          | CG              | 0               | 0               |                    | -                  | -                  |             | -           | -           | 6      | 0      |
| 2021-2022       | Go Ahead Eagles | ED              | 4          | 0          | CO              | 0               | 0               |                    | -                  | -                  |             | -           | -           | 4      | 0      |
| Totale carriera | Totale carriera | Totale carriera | 34         | 4          |                 | 0               | 0               |                    | -                  | -                  |             | -           | -           | 34     | 4      |